# Ортак (Актюбинская область)
Ортак (каз. Ортақ) — село в Хобдинском районе Актюбинской области Казахстана. Входит в состав Жарыкского сельского округа. Код КАТО — 154249500.

## Население
В 1999 году население села составляло 260 человек (120 мужчин и 140 женщин). По данным переписи 2009 года, в селе проживало 160 человек (72 мужчины и 88 женщин).